# Трекбол

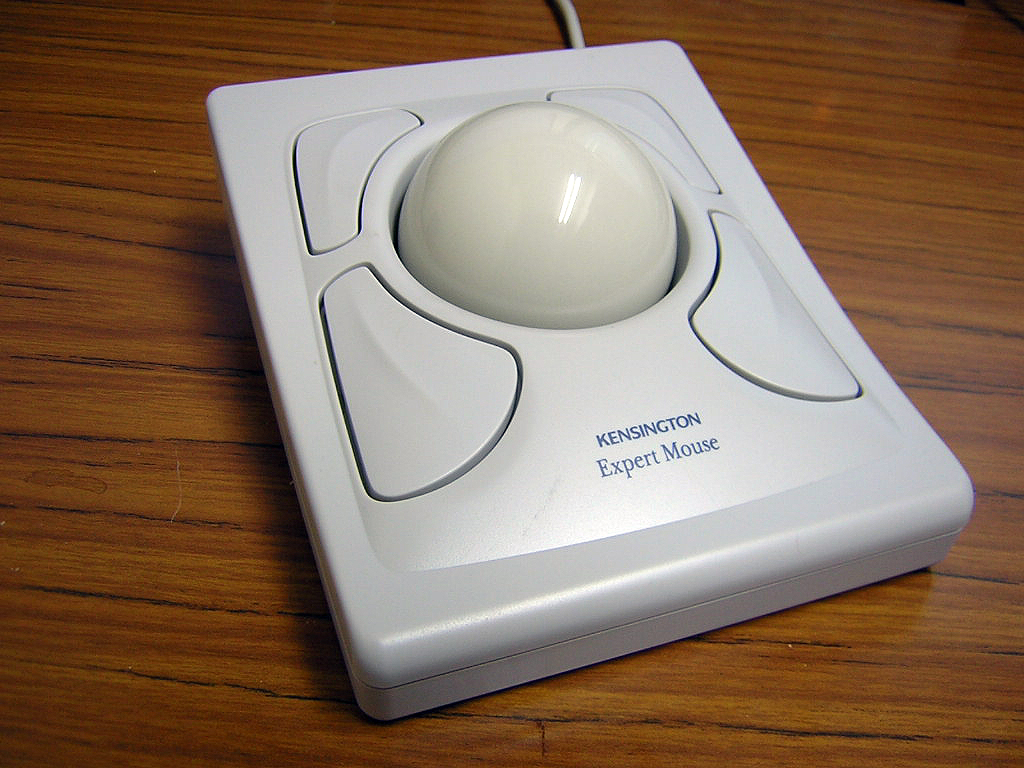
Оригинальная модель Kensington Expert Mouse, где трекболом мог быть шар для пула

Трекбол (англ. trackball, произносится /ˈtrækˌbɔːl/) — ручное указательное устройство ввода информации для компьютера. Действует подобно мыши, но отличается тем, что ввод информации осуществляется вращением шара, а само устройство не перемещается. Бывает встроенным в клавиатуру, раньше широко применялся на ноутбуках, ныне в этой сфере приложения вытеснен тачпадом.

## Устройство и принцип работы
Функционально представляет собой перевёрнутую механическую (шариковую) мышь: сверху или сбоку корпуса находится шар, который пользователь может вращать ладонью или пальцами; также на корпусе находятся кнопки. Как и в случае мыши, сигналы о вращении шара преобразуются в перемещение курсора или поворот объекта на мониторе, а нажатия кнопок приводят к выполнению определённых команд или переключению режимов; разница лишь в том, что у трекбола нужно двигать только шар, тогда как мышь необходимо полностью перемещать по столу.
Конструктивно трекбол также похож: вращение шарика приводит в движение пару валиков, соединённых с механическими датчиками, либо, в более современном варианте, движения шара сканируют размещённые в корпусе оптические датчики. Протокол обмена данными с компьютером, как правило, также полностью соответствует протоколу для мыши. Поэтому с точки зрения компьютера трекбол является стандартным интерфейсным указательным устройством; без специальных драйверов он воспринимается операционной системой компьютера как стандартная мышь и нормально поддерживается стандартным универсальным драйвером мыши.

## Варианты конструкции

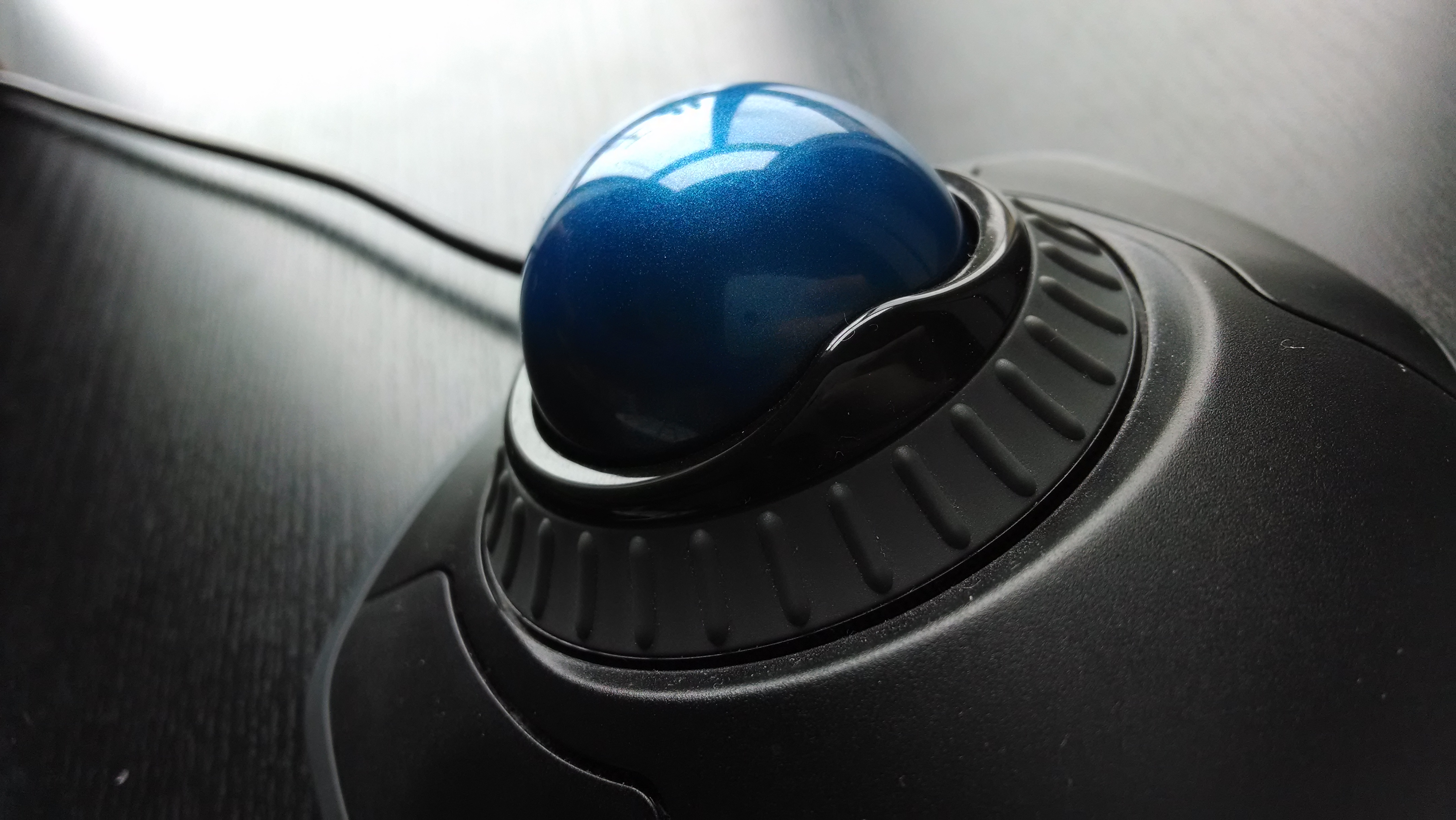
Современный двухкнопочный трекбол классической компоновки

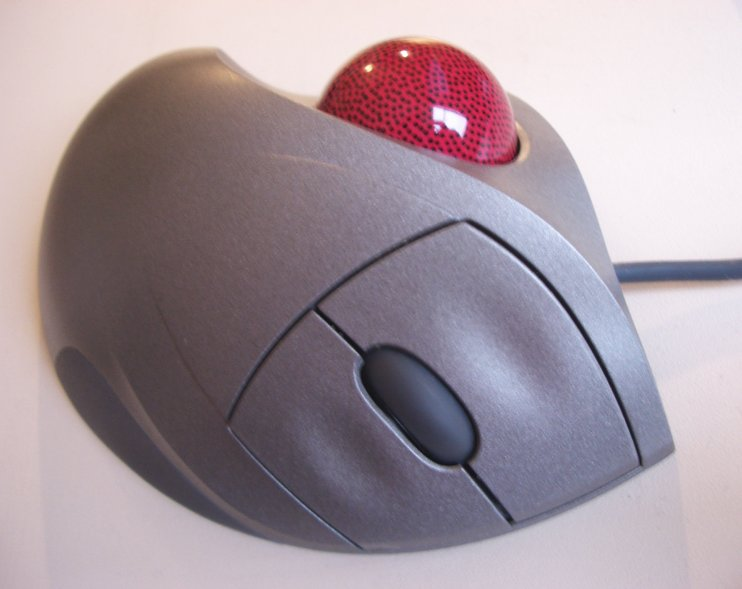
Logitech TrackMan — трекбол с боковым расположением шара

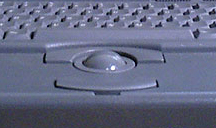
Типичный трекбол ноутбука

Представленные на рынке модели трекболов существенно различаются. На большинстве моделей шарик достигает 3—6 см в диаметре, однако существуют и модели с шариком около 1 см в диаметре. Почти на всех моделях, помимо шара и кнопок, присутствует также колёсико прокрутки. Основное отличие заключается в размещении шарика; оно определяет размещение кнопок, исполнение колёсика прокрутки (если оно есть) и, соответственно, способ работы с устройством.
Шар посредине
В таком виде трекбол был придуман изначально: шарик размещается в центре основания или чуть правее, кнопки (обычно от двух до четырёх) находятся вокруг него. Шар может вращаться либо указательным, средним и безымянным пальцами, либо ладонью. Это диктует иной, нежели при использовании мыши, стереотип движений: в качестве «первой» кнопки используется нижняя левая, «второй» — нижняя правая, «средней» — верхняя левая (для левшей правые/левые кнопки можно поменять местами). Колесо прокрутки либо отсутствует, либо выполняется в виде кольца вокруг гнезда для шарика. Также прокрутка может быть реализована вращением самого шарика вокруг вертикальной оси. В бо́льших по размеру устройствах шарик управляется указательным, средним и безымянным пальцем, на основные кнопки нажимают большой палец и мизинец, на «среднюю» — указательный, который при этом убирается с шарика, управление колесом прокрутки зависит от предпочтений пользователя и размеров. В миниатюрных трекболах шарик вращается указательным или средним пальцем, остальные используются для нажатий на кнопки и вращения колёсика.
Шар сбоку
В такой компоновке корпус имеет постоянный либо регулируемый наклон вправо, благодаря чему лежащая на трекболе рука находится в более естественном положении. Шарик прокручивается большим пальцем, остальные пальцы работают так же, как при пользовании обычной мышью, что делает конструкцию более привлекательной для пользователя, привыкшего к мыши или попеременно работающего мышью и трекболом. Но она имеет и свои недостатки: подвижность большого пальца несколько меньше, что отражается на быстроте и точности позиционирования, к тому же такая конструкция, в отличие от «классической», совершенно непригодна для левшей.
Встроенные трекболы различаются как по конструкции, так и по месту расположения. Для ноутбуков наиболее типичным вариантом является помещение трекбола по центру или правее центра клавиатуры, ближе к наружному краю корпуса (аналогично тачпаду у большинства современных ноутбуков), что позволяет быстро перемещать руку с клавиатуры на трекбол, но имеет и недостаток — его легко случайно задеть при работе с клавиатурой. Есть варианты с размещением трекбола сбоку от клавиатуры, если позволяет компоновка устройства. У некоторых моделей он располагается на верхней крышке ноутбука, сбоку от монитора. В некоторых миниатюрных встроенных трекболах (например, смартфонов HTC Dream) функцию кнопки может выполнять сам шарик, на который можно просто нажать.
Встречались старые модели мобильных ПК (i486) компании Toshiba, к которым трекбол жёстко пристёгивался сбоку. При работе кисть руки лежала на поверхности стола естественным образом, располагаясь справа, частично под трекболом. Такая позиция руки давала нагрузку только на мышцы, связанные с большим (шарик) и указательным (кнопка) пальцами, что обеспечивало наибольший комфорт.
Существуют современные конструкции миниатюрных беспроводных трекболов, надеваемых непосредственно на руку (устройство крепится на указательном пальце и управляется большим пальцем), что позволяет вообще не перемещать руку от клавиатуры для позиционирования указателя.

## Эргономичность
При работе с трекболом для всех операций используется только кисть руки и не требуется движений плеча и предплечья, тогда как те же операции с мышью требуют задействования практически всей руки (что при длительной напряжённой работе может являться причиной известного «туннельного синдрома»). В графических приложениях, где позиционирование является основной операцией, использование трекбола, по результатам некоторых исследований, приводит к существенно меньшей усталости. Например, производитель трекболов ITAC Systems, Inc. утверждает, что после 4-часовой активной работы с мышью в результате усталости запястья рука становится значительно (до 60 %) слабее, тогда как использование трекбола не оказывает влияния на исследуемые показатели . По той же причине некоторые предпочитают графические планшеты.
С другой стороны, применение трекбола вместо мыши увеличивает количество движений пальцами, которые вращают шарик, что при активной работе может приводить к утомлению пальцев. Трекболы с шариком под большой палец способны приводить к проблемам суставов большого пальца.
Трекбол не требует пространства на рабочем месте, превышающего собственные размеры, его даже можно жёстко закрепить (в том числе на вертикальной поверхности), гарантировав, что он случайно не переместится, не упадёт с рабочего места и не будет потерян или украден. В условиях ограниченного пространства или необходимости работать в неудобных положениях (во встроенных системах, мобильных компьютерных устройствах и управлении оборудованием) это может быть решающим аргументом.
Удобство пользования трекболом по сравнению с мышью также зависит и от характера приложений, с которыми работает пользователь. Например, текстовые или табличные процессоры практически безразличны к типу манипулятора, а в приложениях 3D-моделирования, где движение шарика трекбола может прямо транслироваться во вращение образа моделируемого объекта на экране, трекбол оказывается существенно удобнее мыши.
Напротив, в играх, где часто требуется сочетание быстрого перемещения указателя на большие расстояния с высокой точностью позиционирования в конкретном месте (действия в стиле «мгновенно перейти в противоположный угол экрана и нажать на элемент управления размером в несколько пикселей»), трекбол, из-за меньшего диапазона перемещения одним движением, менее удобен. Пользователи данного устройства в таких случаях применяют технику, которую можно назвать «броском шарика», когда шар резко и сильно толкается в нужном направлении и некоторое время движется по инерции, перемещая указатель на расстояние, превышающее то, которое можно получить поворотом шара без отрыва пальцев; когда указатель достаточно приближается к нужной точке, шарик останавливается и выполняется «доведение» до нужной точки. Но использование такой техники требует выработанного навыка и достаточно качественного трекбола с большой массой шарика. Проблему в значительной мере решает поддержка динамической чувствительности, когда точность позиционирования выше, чем скорость перемещения шара; некоторые трекболы имеют даже включаемый отдельной кнопкой режим повышенной точности, в котором чувствительность шарика значительно понижается.

## Популярность

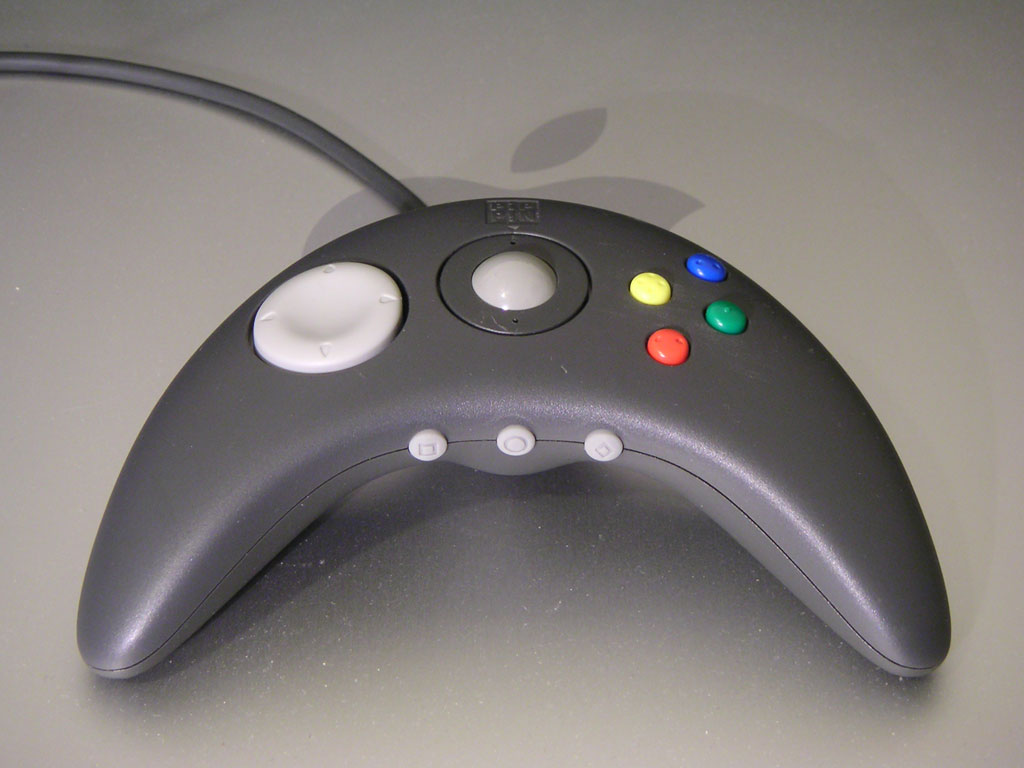
Трекбол на геймпаде

В настоящее время трекболы достаточно редко применяются в домашних и офисных компьютерах общего назначения. На российском рынке присутствует около десятка наименований компьютерных трекболов.
Основное применение трекболы нашли во встроенных системах промышленного, военного и иного назначения. Например, они используются в аппаратах ультразвуковой диагностики, где пользователю приходится работать в условиях недостатка места и возможной вибрации, рекомендуются и активно используются профессионалами в работе с аудиосеквенсорами Cubase, Pro Tools, Logic, Studio One, для управления параметрами секвенсоров, макросами, виртуальными инструментами и эффектами, записью нелинейной автоматизации.
Трекболы используются в кабинах управления ракетного комплекса АСУ ЗРВ — таких как Байкал — 1. Официальное «военное» название этого устройства — шарово-кнюпельный механизм, в терминологии С-300 — шаровой орган наведения (ШОН).
Некоторые модели геймпадов, как, например, Space Orb, имеют встроенный трекбол. Данное устройство используется в коммуникаторах, таких как HTC Hero, и некоторых моделях Blackberry.